# Monhystera gracilis
Monhystera gracilis is een rondwormensoort uit de familie van de Monhysteridae. De wetenschappelijke naam van de soort is voor het eerst geldig gepubliceerd in 1966 door Khera.